# Balnot-sur-Laignes
Balnot-sur-Laignes é uma comuna francesa na região administrativa de Grande Leste, no departamento de Aube. Estende-se por uma área de 10,13 km². Em 2010 a comuna tinha 157 habitantes (densidade: 15,5 hab./km²).